# دل‌های مشتاق
دل‌های مشتاق (انگلیسی: Hungry Hearts) یک فیلم کمدی صامت کوتاه به کارگردانی ویلارد لوئیس است که در سال ۱۹۱۶ منتشر شد. از بازیگران این فیلم می‌توان به اولیور هاردی، برت تریسی و بیلی روژ اشاره کرد.